# NGC 4408
NGC 4408 је лентикуларна галаксија у сазвежђу Береникина коса која се налази на NGC листи објеката дубоког неба.
Деклинација објекта је + 27° 52' 16" а ректасцензија 12h 26m 17,1s. Привидна величина (магнитуда) објекта NGC 4408 износи 14,1 а фотографска магнитуда 15,1. NGC 4408 је још познат и под ознакама CGCG 158-107, PGC 40668.